# ТЭМ15
ТЭМ15 (тепловоз с электрической передачей, маневровый, 15-й тип; встречается обозначение ТЭМ-15) — советский/российский маневровый шестиосный (осевая формула — 30-30) тепловоз. Конструктивно является дальнейшим развитием тепловоза ТЭМ2М, от которого заимствовал дизель 6Д49 (выпускались Коломенским заводом), кузов и кабину.
Строился с 1987 года на Брянском заводе. Хотя изначально тепловоз создавался для Кубы (которые шли под серией ТЭМ15К), основное количество поступило на советские (а позже — постсоветские) промышленные предприятия. В 1995 году, в связи с прекращением выпуска дизелей 6Д49, Брянский завод прекратил и выпуск тепловозов ТЭМ15.